# لیونل امپاسی
لیونل امپاسی (انگلیسی: Lionel Mpasi؛ زادهٔ ۱ اوت ۱۹۹۴) بازیکن فوتبال است.
وی همچنین در تیم‌های ملی فوتبال France national under-16 football team، زیر ۱۷ سال فرانسه، و زیر ۱۸ سال فرانسه بازی کرده‌است.